# August Eigruber
August Eigruber (ur. 16 kwietnia 1907 w Steyr, zm. 28 maja 1947 w Landsberg am Lech) – SS-Obergruppenführer, zbrodniarz hitlerowski, gauleiter Oberdonau, współodpowiedzialny za powstanie i funkcjonowanie obozu koncentracyjnego Mauthausen-Gusen.

## Życiorys
Po ukończeniu szkoły ludowej oraz liceum, przeszedł kursy z geodezji, a następnie pracował w tym zawodzie. W 1922 roku został on członkiem austriackiej narodowosocjalistycznej organizacji młodzieżowej, a w 1928 roku wstąpił on do NSDAP. W 1930 stanął na czele organizacji Hitlerjugend i został liderem partii w regionie 
 Steyr w Austrii. W 1936 Eigruber został liderem nielegalnej wówczas jeszcze NSDAP na całą Górną Austrię. Był znany jako fanatyczny, zdeklarowany nazista. Utrzymywał bliską znajomość z Adolfem Hitlerem i Martinem Bormannem. Natychmiast po zajęciu Austrii przez III Rzeszę w marcu 1938 Eigruber powołany został na stanowisko gauleitera Oberdonau (nazistowska nazwa Austrii Górnej), z siedzibą w Linzu), stał się również członkiem SS (numer członkowski: 83.432). Był także jednym z inicjatorów utworzenia obozu Mauthausen w 1938. Jest współodpowiedzialny także za powstanie i funkcjonowanie tego obozu w późniejszym czasie.
Po wojnie Eigruber został schwytany przez aliantów i stanął przed amerykańskim Trybunałem Wojskowym w Dachau w procesie załogi Mauthausen-Gusen (US vs. Johann Altfuldisch i inni). Był głównym oskarżonym i jedynym, który nie należał bezpośrednio do załogi obozu. Nawet mimo upadku III Rzeszy do końca pozostał zagorzałym nazistą, nie okazując żadnej skruchy w trakcie procesu. Trybunał Wojskowy uznał Eigrubera za współwinnego zbrodni popełnionych w kompleksie obozowym Mauthausen-Gusen i skazał go na śmierć. Wyrok został wykonany pod koniec maja 1947 w więzieniu Landsberg. Ostatnie słowa Augusta Eigrubera brzmiały "Heil Hitler!".

## Odznaczenia
- Medal Pamiątkowy 13 marca 1938 (1938)[3]
- Odznaka Honorowej Krokwi dla Starej Gwardii (25 maja 1938)[3]
- Złota Odznaka NSDAP (30 stycznia 1939)[3]
- Medal Pamiątkowy 1 października 1938 (1939)[3]
- Złota Odznaka za Służbę w NSDAP (1942)[3]